# Арвід Аксель Мардефельд

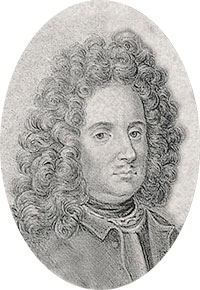
Арвід Аксель Мардефельт

Арвід Аксель Мардефельт (швед. Arvid Axel Mardefelt, 1655 - 18 травня 1708) — шведський військовий діяч, генерал від інфантерії, син Конрада Мардефельта.
Почав службу в гвардії в 1677 році, брав участь у війні в Саксонії і в поході допоміжного шведського загону на Рейн в 1690 році.
Отримав чин генерал-майора в 1703 році, брав участь у Великій Північній війні, в 1706 році, після битви при Всхові, отримав чин генерала від інфантерії.
Восени 1706 року в битві при Каліші з численнішим московсько-польсько-саксонським військом був розбитий і потрапив у полон. Помер в Янкіні, Польща.